# Liste von Grubenunglücken in Polen
Folgende Grubenunglücke ereigneten sich im heutigen Polen:
- 1565 – Goldener Esel (Złoty Osioł) in Reichenstein in Schlesien – mindestens 59 Tote.[1]
- 1881 – Ludmilla Kohlebergwerk in Sosnowitz – 200 Tote.[2][3]
- 1896 – Kleofas Kohlebergwerk in Kattowitz –  105 Tote.[4]
- 1913 – Emma Kohlebergwerk in Radlin – 17 Tote.[5]
- 31. Januar 1923 – Heinitzgrube in Beuthen O.S. – 145 Tote.[4]
- 9. Juli 1930 – im Kurt-Schacht der Wenceslaus-Grube (Kohlendioxid-Vergiftung) in Hausdorf, heute Nowa Ruda – 151 Tote.[6][7]
- 1941 – Nowa Ruda Kohlebergwerk in Nowa Ruda – 180 Tote.[4]
- 1954, 21. März – Barbara-Wyzwolenie Kohlebergwerk in Chorzów – 81–102 Tote.[8]
- 1958, 28. August – Makoszowy Kohlebergwerk in Zabrze – 72 Tote.[9]
- 1971, 23. März – Rokitnica Kohlebergwerk in Zabrze – 10 Tote (nach sieben Tagen haben Rettungskräfte Alojzy Piątek lebend gefunden).[4][9]
- 1974, 28. Juni – Silesia Kohlebergwerk in Czechowice-Dziedzice – 34 Tote.[10]
- 1978, 5. Juli – Staszic Kohlebergwerk in Kattowitz – 4 Tote.
- 1979, 10. Oktober – Dymitrow Kohlebergwerk in Bytom – 34 Tote.[11][12]
- 1979, 30. Oktober – Silesia Kohlebergwerk in Czechowice-Dziedzice – 22 Tote (zwanzig Tage nach dem Unglück in Dymitrow).[9]
- 1982, 29.–30. November – Dymitrow Kohlebergwerk in Bytom – 19 Tote.[9]
- 1985, 22. Dezember – Wałbrzych Kohlebergwerk in Wałbrzych – 18 Tote.[9][13]
- 1987, 4. Februar – Mysłowice Kohlebergwerk in Mysłowice – 18 Tote.[10]
- 1990, 16. Januar – Halemba Kohlebergwerk in Ruda Śląska – 19 Tote.[4][9]
- 1990 – Śląsk Kohlebergwerk in Ruda Śląska – 4 Tote.[14]
- 1990 – Halemba Kohlebergwerk in Ruda Śląska – 19 Tote, ungefähr 20 Verletzte.[14]
- 1991 – Halemba Kohlebergwerk in Ruda Śląska – 5 Tote.[15][16]
- 1993 – Miechowice Kohlebergwerk in Bytom – 6 Tote.[15][13][4]
- 1995 – Nowy Wirek Kohlebergwerk in Ruda Śląska – 5 Tote.[15][13][16]
- 1996 – Bielszowice Kohlebergwerk in Zabrze – 5 Tote.[15][4][13]
- 1998 – 24. Februar – Niwka-Modrzejów Kohlebergwerk in Sosnowiec – Tod von 6 Rettungskräften.[13][16]
- 2000 – Bergbauunternehmen in Piekary Śląskie – 3 Tote.[14]
- 2002, 6. Februar – Jas-Mos Kohlebergwerk in Jastrzębie Zdrój – 10 Tote.[4][9]
- 2005, Juni – Pokój Kohlebergwerk (Ruda Śląska) – 2 Tote. Im gleichen Jahr in Zofiówka (Jastrzębie Zdrój) – 3 Tote.
- 2006, 27. Juli – Pokój Kohlebergwerk – 4 Tote.[17]
- 2006, 21. November – eine Methanexplosion tötet 23 Menschen in Halemba in Ruda Śląska (2006 Halemba Coal Mine disaster).[18][4][9]
- 2008, 4. Juni – Borynia Kohlebergwerk Explosion aufgrund von Methangas – 6 Tote.[18][19][20]
- 2009, 18. September – eine Methanexplosion tötet 20 Menschen in Wujek-Śląsk in Ruda Śląska (12 Tote in Kohlebergwerk, 8 in Krankenhäusern) (Minenexplosion in  Wujek-Śląsk 2009).[21]
- 2018, 5. Mai – ein Erdbeben verschüttet und tötet 5 Menschen in Zofiówka (Jastrzębie-Zdrój).[22]
- 2021, 5. März, ein Steinschlag unter Tage tötet 2 Menschen in Mysłowice-Wesoła in Mysłowice,  Woiwodschaft Schlesien.[23]
- 2022, 20.–21. April, eine Methanexplosion tötet 9 Menschen im Kohlebergwerk in Pniówek, Woiwodschaft Schlesien.[24][25][26]